# Паула Фернандес
Паула Фернандес де Соуза (порт. Paula Fernandes de Souza; 28. август 1984) бразилска је певачица. Била је на 16. месту списка најзгоднијих жена на свету 2011. године који је састављао часопис ВИП. Издала је пет студијских албума. Сарађивала је са многим познатим музичарима међу којима су Шанаја Твејн и Тејлор Свифт.

## Дискографија
- Canções do Vento Sul (2005)
- Dust in the Wind (2007)
- Pássaro de Fogo (2009)
- Meus Encantos (2012)
- Amanhecer (2015)